# Ogyges cakchiqueli
Ogyges cakchiqueli là một loài bọ cánh cứng trong họ Passalidae. Loài này được Schuster & Reyes-Castillo miêu tả khoa học năm 1990.